# Nghịch đảo phép nhân

Hàm nghịch đảo: y = 1/x. Đối với mỗi x khác 0, y thể hiện nghịch đảo phép nhân của x. Đồ thị tạo thành một hyperbol.

Trong toán học, một nghịch đảo phép nhân của một số {\displaystyle x} khác 0, ký hiệu là {\displaystyle {\frac {1}{x}}} hoặc {\displaystyle x^{-1}}, là một số mà khi nhân với {\displaystyle x} cho kết quả là đơn vị phép nhân, 1. Nghịch đảo phép nhân của một phân số {\displaystyle {\frac {a}{b}}} là {\displaystyle {\frac {b}{a}}} (với {\displaystyle a} và {\displaystyle b} khác 0). Để tìm nghịch đảo phép nhân của một số thực khác 0, ta chia 1 cho số thực đó. Ví dụ nghịch đảo của 5 là 1 phần 5 ({\displaystyle {\frac {1}{5}}} hoặc 0,2), và nghịch đảo của 0,25 là 1 chia 0,25, hoặc 4. Hàm số nghịch đảo, hàm f(x) ánh xạ từ {\displaystyle x} tới {\displaystyle {\frac {1}{x}}}, là trường hợp đơn giản nhất của hàm số mà là nghịch đảo của chính nó (hàm số tự nghịch đảo).
Từ nghịch đảo (reciprocal) được sử dụng rộng rãi trong tiếng Anh từ bản in thứ ba của Encyclopædia Britannica (1797) để mô tả hai số có tích bằng 1; thể hiện bằng hình học trong tỷ lệ nghịch được mô tả như reciprocall trong một bản dịch năm 1570 tác phẩm của Euclid, Elements.
Trong các cụm từ nghịch đảo phép nhân, từ phép nhân thường được bỏ qua và sau đó ngầm hiểu (trái ngược với nghịch đảo phép cộng). Nghịch đảo phép nhân có thể được xác định qua nhiều miền toán học  cũng như các số. Trong những trường hợp này, có thể xảy ra trường hợp ab ≠ ba; khi đó từ "nghịch đảo" thường có nghĩa là một phần tử nghịch đảo cả bên trái và bên phải.

## Đối vớisố phức
Nghịch đảo phép nhân của một số phức {\displaystyle z=a+b\imath } là một số phức. Ta có thể tìm giá trị nghịch đảo của {\displaystyle z} (tức là {\displaystyle 1/z}) bằng cách nhân cả tử và mẫu bằng số phức liên hợp {\displaystyle {\bar {z}}=a-b\imath } và dùng tính chất {\displaystyle z{\bar {z}}=\|z\|^{2}}(bình phương giá trị tuyệt đối của {\displaystyle z}, là số thực {\displaystyle a^{2}+b^{2}}):
{\displaystyle {\frac {1}{z}}={\frac {\bar {z}}{z{\bar {z}}}}={\frac {\bar {z}}{\|z\|^{2}}}={\frac {a-b\imath }{a^{2}+b^{2}}}={\frac {a}{a^{2}+b^{2}}}-{\frac {b}{a^{2}+b^{2}}}\imath }
Quan sát rằng:{\displaystyle {\frac {\bar {z}}{\|z\|}}}
cho ta số phức liên hợp với giá trị đại lượng rút về {\displaystyle 1}, do đó chia lại bằng {\displaystyle \|z\|} đảm bảo rằng đại lượng bây giờ bằng nghịch đảo của đại lượng gốc, do đó:
{\displaystyle {\frac {1}{z}}={\frac {\bar {z}}{\|z\|^{2}}}}
Mặt khác, nếu {\displaystyle \|z\|=1} ({\displaystyle z} có đại lượng đơn vị, thì {\displaystyle 1/z={\bar {z}}}. Theo đó, hai đơn vị ảo, ±i, có nghịch đảo phép cộng bằng nghịch đảo phép nhân, và là hai số phức duy nhất có tính chất này. Lấy ví dụ, nghịch đảo phép cộng và nghich đảo phép nhân của {\displaystyle \imath } là {\displaystyle -({\imath })=-\imath } và {\displaystyle 1/\imath =-\imath }, tương ứng.
Đối với số phức trong dạng lượng giác {\displaystyle z=r[cos(\varphi )+{\imath }sin(\varphi )]}, Để tìm giá trị nghịch đảo ta chỉ cần thay module bằng nghịch đảo của module và đổi dấu giá trị argument:
{\displaystyle {\frac {1}{z}}={\frac {1}{r}}\left[\cos(-\varphi )+{\imath }\sin(-\varphi )\right].}